# 萩原正秀
萩原 正秀（はぎわら まさひで、1886年（明治19年）5月3日 - 1967年（昭和42年）1月15日）は、大日本帝国陸軍軍人。最終階級は陸軍大佐。

## 経歴
静岡県出身。陸軍士官学校第19期卒業。1924年（大正13年）8月、陸軍歩兵少佐に進級し、同年9月時点で歩兵第67連隊附の任にあった。1925年（大正14年）8月に歩兵第18連隊大隊長に着任し、1927年（昭和2年）7月に豊橋陸軍教導学校副官に転じた。1930年（昭和5年）3月に陸軍歩兵中佐進級と同時に歩兵第37連隊附となり、1932年（昭和7年）8月に同連隊附のまま大阪高等学校に配属された。
1936年（昭和11年）3月7日、陸軍歩兵大佐進級と同時に福岡連隊区司令官に着任し、1938年（昭和13年）7月25日に予備役に編入された。予備役編入後は財団法人大阪国防協会幹事に就任し、時局講演会などに参加し、後に就任日は不明であるが同協会理事、大阪国防館長に就任した。1967年（昭和42年）1月15日、老衰により死去。